# Circonscription de Jamma/Degolo
La circonscription de Jamma/Degolo est une des 135 circonscriptions législatives de l'État fédéré Amhara, elle se situe dans la Zone Sud Wollo. Sa représentante actuelle est Atalel Melaku Fenta.